# HD 102839
HD 102839 är en ensam stjärna i den mellersta delen av stjärnbilden Flugan. Den har en skenbar magnitud av ca 4,98 och är svagt synlig för blotta ögat där ljusföroreningar ej förekommer. Baserat på parallaxmätning inom Hipparcosuppdraget på ca 3,4 mas, beräknas den befinna sig på ett avstånd på ca 950 ljusår (ca 290 parsek) från solen. Den rör sig bort från solen med en heliocentrisk radialhastighet på ca 16 km/s.

## Egenskaper
HD 102839 är en orange till gul superjättestjärna av spektralklass G3 Ib. Den har en radie som är ca 50 solradier och har ca 1 600 gånger solens utstrålning av energi från dess fotosfär vid en effektiv temperatur av ca 4 500 K.